# Stephanie Reilly
Stephanie Reilly (* 23. Februar 1978 in Dublin) ist eine ehemalige irische Leichtathletin, die sich auf den Hindernislauf spezialisiert hat.

## Sportliche Laufbahn
Erste internationale Erfahrungen sammelte Stephanie Reilly bei den Crosslauf-Europameisterschaften 1996 in Charleroi, bei denen sie nach 12:36 min auf den 30. Platz im U20-Rennen gelangte. Anschließend absolvierte sie ein Studium am Providence College in den Vereinigten Staaten und erlangte dort 2004 einen Masterabschluss. Nach einer mehrjährigen Wettkampfpause startete ab 2008 wieder regelmäßig bei Wettkämpfen und schied 2010 bei den Europameisterschaften in Barcelona mit 10:13,94 min im Vorlauf über 3000 m Hindernis aus. Im Jahr darauf kam sie bei den Weltmeisterschaften in Daegu mit 9:55,49 min nicht über die Vorrunde hinaus und 2012 gelangte sie bei den Europameisterschaften in Helsinki mit 9:53,90 min auf den elften Platz. Anschließend nahm sie an den Olympischen Sommerspielen in London teil und verpasste dort mit 9:44,77 min den Finaleinzug. Bis 2015 bestritt sie noch vereinzelt Rennen im Straßenlauf, ehe sie ihre aktive sportliche Karriere im Alter von 37 Jahren beendete.

## Persönliche Bestleistungen
- 1500 Meter: 4:14,30 min, 9. Juni 2012 in Waltham
- 3000 Meter: 9:02,91 min, 17. Juli 2012 in Cork
  - 3000 Meter (Halle): 9:11,24 min, 29. Januar 2011 in Boston
- 5000 Meter: 15:46,47 min, 4. März 2011 in New York City
- 3000 m Hindernis: 9:42,91 min, 11. Juni 2011 in New York